# Gurgy-la-Ville
Gurgy-la-Ville est une commune française située dans le département de la Côte-d'Or en région Bourgogne-Franche-Comté.

## Géographie

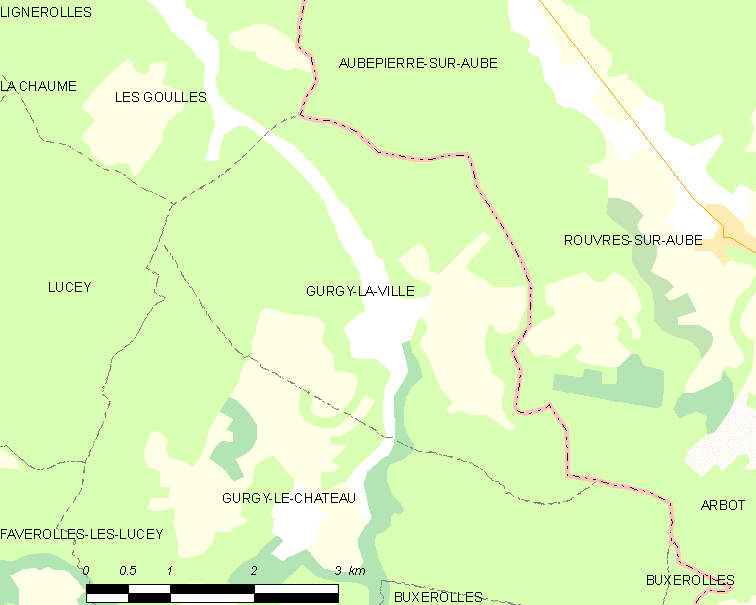

Située à 32,5 kilomètres au sud-ouest de Chaumont, Gurgy-la-Ville occupe une superficie totale de 13 km2 à une altitude moyenne de 300 mètres. Elle fait partie du parc national des forêts.

### Hydrographie
L'Aubette, le ruisseau de Combe-Jean sont les principaux cours d'eau parcourant la commune.

### Climat
Pour des articles plus généraux, voir Climat de la Bourgogne-Franche-Comté et Climat de la Côte-d'Or.
En 2010, le climat de la commune est de type climat de montagne, selon une étude du Centre national de la recherche scientifique s'appuyant sur une série de données couvrant la période 1971-2000. En 2020, Météo-France publie une typologie des climats de la France métropolitaine dans laquelle la commune est exposée à un climat océanique altéré et est dans la région climatique  Lorraine, plateau de Langres, Morvan, caractérisée par un hiver rude (1,5 °C), des vents modérés et des brouillards fréquents en automne et hiver. 
Pour la période 1971-2000, la température annuelle moyenne est de 9,9 °C, avec une amplitude thermique annuelle de 16,1 °C. Le cumul annuel moyen de précipitations est de 971 mm, avec 13,3 jours de précipitations en janvier et 9 jours en juillet. Pour la période 1991-2020, la température moyenne annuelle observée sur la station météorologique de Météo-France la plus proche, « Auberive_sapc », sur la commune d'Auberive à 11 km à vol d'oiseau, est de 9,7 °C et le cumul annuel moyen de précipitations est de 943,1 mm,. Pour l'avenir, les paramètres climatiques de la commune estimés pour 2050 selon différents scénarios d'émission de gaz à effet de serre sont consultables sur un site dédié publié par Météo-France en novembre 2022.

## Urbanisme

### Typologie
Au 1er janvier 2024, Gurgy-la-Ville est catégorisée commune rurale à habitat très dispersé, selon la nouvelle grille communale de densité à 7 niveaux définie par l'Insee en 2022.
Elle est située hors unité urbaine et hors attraction des villes,.

### Occupation des sols
L'occupation des sols de la commune, telle qu'elle ressort de la base de données européenne d’occupation biophysique des sols Corine Land Cover (CLC), est marquée par l'importance des forêts et milieux semi-naturels (70,9 % en 2018), en diminution par rapport à 1990 (71,9 %). La répartition détaillée en 2018 est la suivante : 
forêts (70,9 %), terres arables (19,3 %), prairies (9,8 %). L'évolution de l’occupation des sols de la commune et de ses infrastructures peut être observée sur les différentes représentations cartographiques du territoire : la carte de Cassini (XVIIIe siècle), la carte d'état-major (1820-1866) et les cartes ou photos aériennes de l'IGN pour la période actuelle (1950 à aujourd'hui).

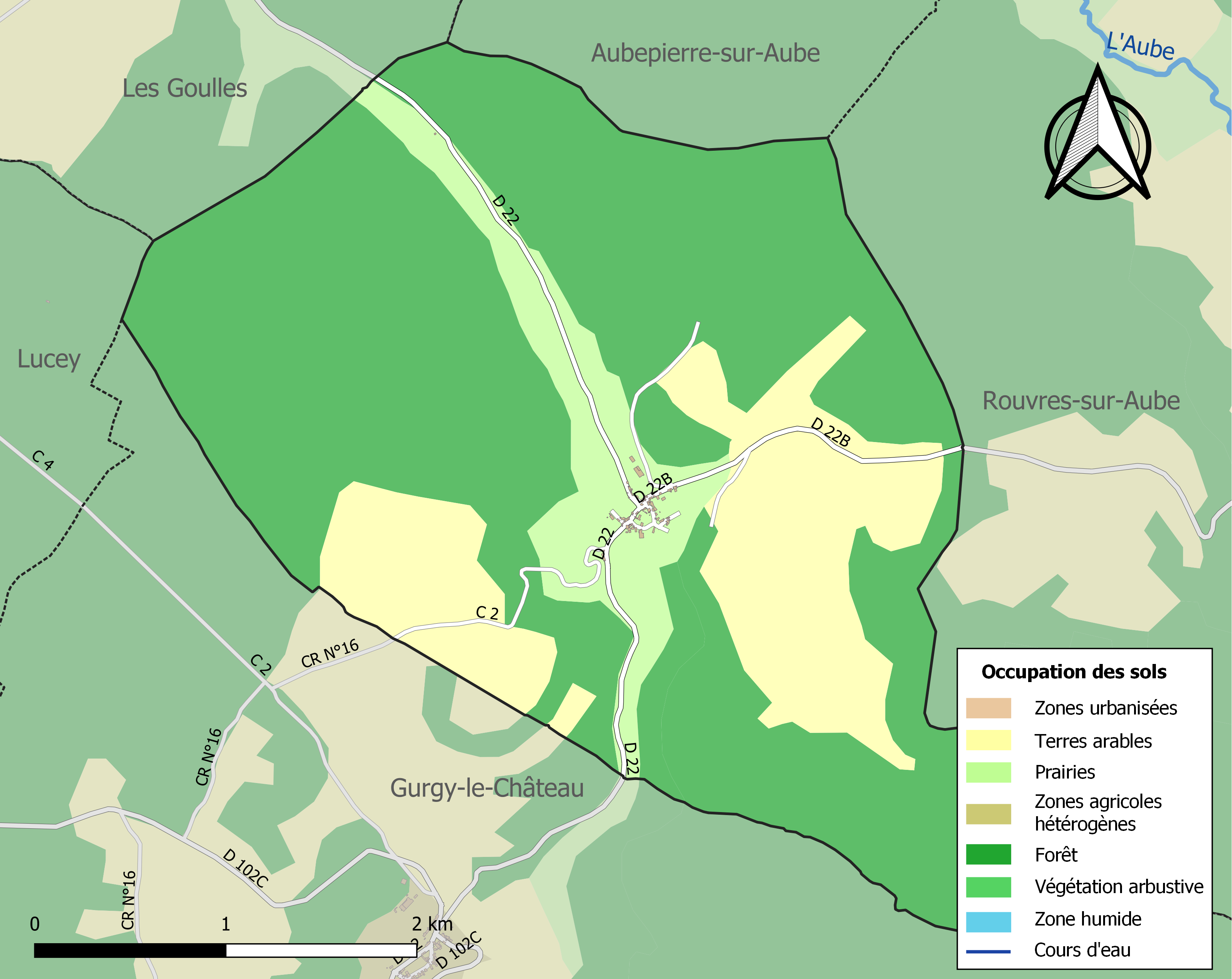
Carte des infrastructures et de l'occupation des sols de la commune en 2018 (CLC).

## Histoire

### Moyen Âge
Gurgy-la-Ville (Gurgiacum en 1057) faisait partie au début du IIe millénaire de la province de Champagne. Le château qui aurait appartenu aux ducs de Bourgogne a conservé son aspect médiéval. En 1475, le village est brûlé lors des hostilités entre Louis XI et Charles le Téméraire.

### Époque moderne
Il est acquis à la fin des années 1750 par Louis-Jean-Marie de Bourbon, fils du  comte de Toulouse lui-même fils légitimé de Louis XIV. Décédé en  mars 1793, celui ne laisse comme héritière que Marie-Adélaïde de Bourbon duchesse d’Orléans et mère du futur Louis-Philippe, roi des français en 1830. Exilée en Espagne et à Palerme pendant la Révolution, celle-ci rentre en France en 1814 pour retrouver ses biens de Gurgy-la-Ville avant de mourir en 1821 en son château d'Ivry-sur-Seine.
Sous la Convention nationale (1792-1795), la commune a porté le nom de Gurgy-la-Commune.

## Politique et administration
Gurgy-la-Ville appartient 
- à l'arrondissement de Montbard,
- au canton de Châtillon-sur-Seine et
- à la communauté de communes du Pays Châtillonnais

| Période                                  | Période | Identité           | Étiquette | Qualité |
| ---------------------------------------- | ------- | ------------------ | --------- | ------- |
| mars 2001                                |         | Anne-Marie Gueneau |           |         |
| Les données manquantes sont à compléter. |         |                    |           |         |

## Démographie
L'évolution du nombre d'habitants est connue à travers les recensements de la population effectués dans la commune depuis 1793. Pour les communes de moins de 10 000 habitants, une enquête de recensement portant sur toute la population est réalisée tous les cinq ans, les populations de référence des années intermédiaires étant quant à elles estimées par interpolation ou extrapolation. Pour la commune, le premier recensement exhaustif entrant dans le cadre du nouveau dispositif a été réalisé en 2004.

En 2022, la commune comptait 26 habitants, en évolution de −27,78 % par rapport à 2016 (Côte-d'Or : +0,82 %, France hors Mayotte : +2,11 %).
| 1793 | 1800 | 1806 | 1821 | 1831 | 1836 | 1841 | 1846 | 1851 |
| ---- | ---- | ---- | ---- | ---- | ---- | ---- | ---- | ---- |
| 215  | 249  | 232  | 215  | 249  | 255  | 260  | 202  | 202  |

| 1856 | 1861 | 1866 | 1872 | 1876 | 1881 | 1886 | 1891 | 1896 |
| ---- | ---- | ---- | ---- | ---- | ---- | ---- | ---- | ---- |
| 186  | 206  | 211  | 174  | 174  | 165  | 168  | 147  | 137  |

| 1901 | 1906 | 1911 | 1921 | 1926 | 1931 | 1936 | 1946 | 1954 |
| ---- | ---- | ---- | ---- | ---- | ---- | ---- | ---- | ---- |
| 126  | 111  | 111  | 99   | 113  | 139  | 93   | 87   | 89   |

| 1962 | 1968 | 1975 | 1982 | 1990 | 1999 | 2004 | 2006 | 2009 |
| ---- | ---- | ---- | ---- | ---- | ---- | ---- | ---- | ---- |
| 63   | 77   | 59   | 54   | 45   | 46   | 38   | 34   | 40   |

| 2014 | 2019 | 2022 | - | - | - | - | - | - |
| ---- | ---- | ---- | - | - | - | - | - | - |
| 35   | 26   | 26   | - | - | - | - | - | - |

## Culture locale et patrimoine

### Lieux et monuments[17]
- Le château médiéval, privé et en cours de restauration, accueille des touristes[18].
- L'église Saint-Didier est une ancienne annexe de celle de Rouvres-sur-Aube. Rattachée en 1803 à Gurgy-le-Château et reconstruite en 1825 son tabernacle et son maître-autel sont l'œuvre de l'artiste châtillonnais Théodore Thévenin[19].

### Personnalités liées à la commune
- Édouard Bougueret (1809-1888), né puis maître de fotges sur la commune. Il sera maire, conseiller général et député de la Côte-d'Or.